# Abbaye d'Écurey
L’abbaye d'Écurey (ou d’Escurey) est une ancienne abbaye cistercienne, fondée au XIIe siècle par les moines de l'abbaye des Vaux, et qui était située le long de la Saulx, sur le territoire de la commune de Montiers-sur-Saulx, dans la Meuse.

## Historique

### Avant les cisterciens
Le site, nommé dans la charte de fondation et les documents d'époque, est nommé Escuraium ou Escureium, ce qui tendrait à prouver une occupation antérieure, sans doute gallo-romaine. Un premier monastère, bénédictin, avait été bâti au VIe siècle sur la paroisse de Montiers-sur-Saulx, et avait donné son nom au village (Montiers vient de Monasterium). Ce premier monastère avait été détruit par les invasions « hongroises ».

### Fondation
L'abbaye est fondée en 1144 par Geoffroy III de Joinville (parfois nommé Georges, ou Godefroi). La charte de fondation est scellée par le propre frère de Geoffroy, Guy II de Pierrepont, évêque de Châlons. La communauté cistercienne qui vit dans cette abbaye vient des Vaux en Ornois.

### Moyen Âge
L'abbaye, durant le premier siècle de son existence, reste très soutenue par la famille du fondateur. Si le fils et le petit-fils de ce dernier meurent en croisade, et qu'un autre de ses petits-fils, Guillaume de Joinville, devient évêque de Langres puis archevêque de Reims, un troisième, Simon, fait de nombreux dons à l'abbaye entre 1205 et 1220, en particulier de terres que mettaient en valeur et cultivaient les cisterciens. Son fils Jean (le biographe de Saint Louis) fut également généreux, mais aussi exigeant, entrant en procès avec les moines. Par ailleurs, l'abbaye a d'autres bienfaiteurs, en particulier la famille de Clefmont (à partir du XIIIe siècle).
Au XIVe siècle, l'abbé d'Écurey est particulièrement renommé et son avis est souvent requis. Ainsi, en 1344, l'abbaye de Saint-Benoît-en-Woëvre est endettée, c'est lui qui est mandé par l'ordre pour enquêter et proposer des solutions. Au XVe siècle, les moines d'Écurey développent des techniques métallurgiques d'extraction et de traitement du fer.

### Les conflits
L'abbaye souffre des alliances et luttes entre seigneurs féodaux. Ainsi, les Joinville ayant fait construire une forteresse à Montiers, celle-ci est assiégée par leur ennemi Henri II de Bar, siège dont souffrent les domaines de l'abbaye, pillés ou détruits. À cette époque, un conflit moins destructeur mais plus long envenime les relations entre Écurey et son abbaye-mère, qui cherche à transformer sa fondation (autonome) en un prieuré totalement dépendant de son autorité, ce qui est contraire aux usages cistercien. Le chapitre général doit intervenir pour sauvegarder l'indépendance d'Écurey. Aux siècles suivants, l'abbaye est endommagée par les pillages de la guerre de Cent Ans, en particulier en 1359 par Henri V de Vaudémont.

### À la Renaissance et sous l'absolutisme
Au XVe siècle, l'abbaye est très fortement appauvrie, au point que l'abbé ne peut se rendre en 1435 au chapitre général, pourtant situé à l'abbaye de Cîteaux peu éloignée ; elle est alors placée sous la surveillance directe de l'abbaye de Morimond, surveillance qui se prolonge au XVIe siècle.
Au XVIIIe siècle, l'abbaye, comme la plupart des fondations religieuses, est rebâtie dans le style de l'époque.

### Après la Révolution
À la Révolution, l'abbaye, vendue comme bien national, est en grande partie détruite ; seul demeurent le logis de l'abbé commendataire, l'hôtellerie et la ferme. Des éléments de boiseries sont remontés dans le salon de musique du château de Montaigu.
Au XIXe siècle, une fonderie assez importante est construite entre 1842 et 1901 sur le site de l'abbaye ; on y fond de la fonte d'ornement ; cette fonderie cesse son activité en 1986.
En 2011 est implanté un pôle d'excellence rurale dans l'ancienne abbaye. Il est spécialisé dans les projets concernant la transition énergétique et l'écoconstruction. En 2015, le pôle est complété par un « centre d'expérimentation du bien vivre en milieu rural », nommé Écurey Pôles d'avenir. Y sont notamment étudiés les vertus de l'ortie et l'éco-rénovation,,. Lors des six premières sessions de formation, 95 entrepreneurs, salariés et travailleurs en insertion se forment sur les techniques d'éco-rénovation.